# Cinderelo Trapalhão
Cinderelo Trapalhão é um filme de comédia infantojuvenil brasileiro de 1979, dirigido por Adriano Stuart e estrelado pelo grupo humorístico Os Trapalhões. A história é vagamente inspirando na fábula da Cinderela.

## Sinopse
Em uma pequena e distante cidade do interior, Cinderelo (Renato Aragão) é um homem que vive perambulando pelas ruas na companhia de seu bode de estimação Gumercindo e é desprezado por seus três companheiros, Dedé, Mussum e Zacarias, por não ser limpo, não ser cavaleiro e não ser corajoso. No entanto, Cinderelo acaba por demonstrar sua valentia ao derrubar um touro gigante em uma tourada. Assim, junto com Dedé, Mussum e Zacarias, eles ajudam uma família religiosa liderada pelo jovem Davi (Paulo Ramos) das ameaças do Cel. Dourado (Francisco Dantas), um fazendeiro que cobiça as terras da família, pois há petróleo no subsolo dessas terras. Para intimidar a família, o coronel manda seus capangas, liderados por Souza (Carlos Kurt), derrubarem as casas da família. Ao saber disso, a sobrinha do cel. Dourado, Ivete (Sílvia Salgado), resolve dar uma mãozinha aos Trapalhões.
Fazendo-se passar por um príncipe pretendente à mão de Ivete, Cinderelo penetra na sede da fazenda a fim de retirar armas necessárias à defesa de Davi. Cinderelo, com a ajuda de Ivete e do verdadeiro príncipe (Hélio Souto), derrota os capangas. Davi retoma suas terras e como forma de agradecimento, oferece um parte de suas terras para o quarteto atrapalhado. Eis que as terras de Cinderelo, jorram petróleo, para alegria geral dos Trapalhões.

## Elenco
- Renato Aragão como  Cinderelo
- Dedé Santana como Dedé
- Mussum como Mussum
- Zacarias como Zacarias
- Sílvia Salgado como Ivete Dourado
- Maurício do Valle como Paulo
- Paulo Ramos como Davi
- Hélio Souto como Príncipe Ali Helau
- Francisco Dantas como Cel. Dourado
- Carlos Kurt como Souza
- Christina Rocha como Sara
- Carvalhinho como Padre gago
- Dino Santana como capanga de Souza

## Recepção
Robledo Milani em sua crítica para o Papo de Cinema disse que o filmes "apenas recicla sem muita criatividade a fórmula até então consagrada dos títulos do grupo, centrando-se demais no protagonista e ainda receoso em abrir maior espaço aos seus coadjuvantes."